# お湯の中のナイフ
『お湯の中のナイフ』（おゆのなかのないふ）は、田中ヤコブの1枚目のアルバム。2018年6月6日にTONOFONより発売。
2010年頃から当時までつくられてきた楽曲のベスト・アルバムとも捉えられる。

## 収録曲
1. The Drain
2. b.o.m.3
3. ヤコブな気持ち
今回のアルバムのために新しく書き下ろされた曲[3]。
4. なにもしらない
5. ぜんまいじかけ
6. Nameless Deceased
7. today is the day !!!
8. Inspired By MMHK
9. The Bridge Made Of GAS
10. グッバイ・ザ・ガール
11. DOOM
今回のアルバムのために新しく書き下ろされた曲[3]。